# ヘルマン・ヴァインゲルトナー
ヘルマン・ヴァインゲルトナー（Hermann Otto Ludwig Weingärtner、1864年8月27日 - 1919年12月22日）は、ドイツの元体操選手である。彼は1896年に開催されたアテネオリンピックの体操競技で、金メダル3個、銀メダル2個、銅メダル1個の合計6個のメダルを獲得した。

## 生涯
ヘルマン・ヴァインゲルトナーは、地元の体操クラブFrankfurter Turnverein 1860で体操を始め、後にベルリンに引っ越してからは当時のドイツ国内で体操競技を統括していた団体Deutsche Turnerschaftに参加した。
ヴァインゲルトナーは、19世紀後半に活躍したドイツの体操選手の中で最良の1人であり、また1896年アテネオリンピックの参加選手の中においても恐らく最良の体操選手であった。彼は団体競技（平行棒、鉄棒） で2個の金メダル、個人競技では鉄棒で金メダル、つり輪とあん馬で銀メダル2個、跳馬で銅メダルを獲得している。そのうちつり輪においては、ギリシャ代表のイオアニス・ミトロポウロスと激しい点数争いになって審判の決定が膠着状態になった。最終的にはオリンピック組織委員会の一員として加わっていたギリシャ王子ゲオルギオスが同国代表のミトロポウロスに金メダルを与える裁定を下し、ヴァインゲルトナーは銀メダルを獲得する結果となった。
アテネオリンピックで華々しい成果を挙げてドイツに帰国したヴァインゲルトナーを含む大半の選手たちに下されたのは、競技活動の禁止処分だった。それは、Deutsche Turnerschaftがオリンピックを「非ゲルマン的」であることを理由にボイコットしたためだった。
それを機に彼は故郷のフランクフルト・アン・デア・オーダーに戻り、後には彼の父が創業したスイミングプールの経営を引き継いだ。1900年に彼は結婚して、3児の父となった。1919年12月22日、当時55歳になっていたヴァインゲルトナーは、オーデル川で溺れていた人を助けようとして溺死した。
彼の死後、1996年になってフランクフルト・アン・デア・オーダーにあるZiegenwerderの主要な歩道が「Hermann-Weingärtner-Weg.」と命名されている。

## オリンピックでの成績
| 年   | 大会               | 場所               | 種目       | 結果     |
| ---- | ------------------ | ------------------ | ---------- | -------- |
| 1896 | アテネオリンピック | アテネ（ギリシャ） | 跳馬       | 3位      |
| 1896 | アテネオリンピック | アテネ（ギリシャ） | 平行棒     | 順位不明 |
| 1896 | アテネオリンピック | アテネ（ギリシャ） | 平行棒団体 | 1位      |
| 1896 | アテネオリンピック | アテネ（ギリシャ） | 鉄棒       | 1位      |
| 1896 | アテネオリンピック | アテネ（ギリシャ） | 鉄棒団体   | 1位      |
| 1896 | アテネオリンピック | アテネ（ギリシャ） | つり輪     | 2位      |
| 1896 | アテネオリンピック | アテネ（ギリシャ） | あん馬     | 2位      |